# Edith Charlotte Price
Edith Charlotte Price est une joueuse d'échecs britannique née en 1872 et morte en 1956. Elle fut deuxième du championnat du monde féminin en 1933.

## Biographie et carrière
Edith Price acheta The Gambit Chess Rooms, un club d'échecs de Londres, quelques mois après son ouverture en 1898.
Price remporta le championnat britannique féminin en 1922, 1923, 1924, 1927 et 1948.
En 1927, elle finit sixième du premier championnat du monde d'échecs féminin avec la moitié des points (5,5 / 11).
En 1933, elle finit deuxième du championnat du monde féminin de Folkstone avec 9 points sur 14 derrière Vera Menchik.
Elle gagna son cinquième titre de championne de Grande-Bretagne à 76 ans en 1948.